# 13145 Cavezzo
13145 Cavezzo (1995 DZ1) là một tiểu hành tinh vành đai chính.